# كارلوس ريوتيمان
كارلوس ريوتيمان (بالإسبانية: Carlos Reutemann)‏ مواليد 12 أبريل 1942 في سانتا في، هو سائق فورملا 1 أرجنتيني بدأ مسيرته الاحترافية سنة 1972. كان أول سباق له هو جائزة الأرجنتين الكبرى 1972، حقق أول فوز له في جائزة جنوب أفريقيا الكبرى 1974. خاض خلال مسيرته 146 سباقاً فاز في 12 منها.

## سباقات شارك فيها
- لو مان 24 ساعة
- بطولة العالم للسيارات الرياضية

## بطولات حققها
- جائزة جنوب أفريقيا الكبرى 1974
- جائزة بلجيكا الكبرى 1981

## روابط خارجية
- كارلوس ريوتيمان على موقع Racing-Reference.info (الإنجليزية)
- كارلوس ريوتيمان على موقع DriverDB.com (الإنجليزية)